# Мазеша
Мазеша (нем. Masescha) — деревня в Лихтенштейне, основанная в XIII веке. Расположена в муниципалитете Тризенберг.
Расположена в южной части страны в 1 км от правого берега реки Рейн. Ближайшие населённые пункты Ротабода (0,5 км на запад) и Винхель (0,5 км на юго-запад), от которых отделена лесными массивами. Деревня расположена на высоте 865 м над уровнем моря.
Считается, что в XIV веке на месте будущей деревни поселенцы из Вале создали первую часовню. Правда, впервые упоминается в летописях она лишь в 1485 году. На сегодняшний день часовня Мазеши является одной из достопримечательностей не только деревни, но и всей страны.